# 張愫心
張 愫心 (ちょう そしん、ウェード式:Chang Su-hsin、1990年10月4日-）は、 台湾(中華民国)花蓮県出身のサッカー選手である。ポジションはディフェンダー。台湾(チャイニーズタイペイ)女子代表。民族は高山族(高砂族)のアミ族。

## 経歴
台湾では台北PlayoneWFCや花蓮WFCに所属。2020年に岡山湯郷Belleへ移籍した
が、かねてから海外移籍を希望しており、オファーが来た際に年俸等の交渉をせずに契約書にサインした。しかしながら、1シーズン限りで帰国してしまった。その後代表選考漏れ等もあり再度の海外移籍希望し、新北でチームメイトであった廖玟淇と共に2023年7月に琉球デイゴスに移籍するも、翌年6月に1シーズンで退団した。